# Carn Ghluasaid
Carn Ghluasaid är ett berg i Storbritannien.   Det ligger i kommunen Highland och riksdelen Skottland, i den nordvästra delen av landet, 700 km nordväst om huvudstaden London. Toppen på Carn Ghluasaid är 957 meter över havet, eller 73 meter över den omgivande terrängen. Bredden vid basen är 1,3 km.
Terrängen runt Carn Ghluasaid är huvudsakligen kuperad.Runt Carn Ghluasaid är det mycket glesbefolkat, med 3 invånare per kvadratkilometer. Närmaste större samhälle är Invergarry, 19,4 km sydost om Carn Ghluasaid. Trakten runt Carn Ghluasaid består i huvudsak av gräsmarker.